# Papilio ptolychus
Papilio ptolychus là một loài bướm thuộc họ Bướm phượng (Papilionidae). 
Loài Papilio ptolychus được mô tả năm 1888 bởi Godman & Salvin. Loài bướm Papilio ptolychus sinh sống ở .

## Hình ảnh

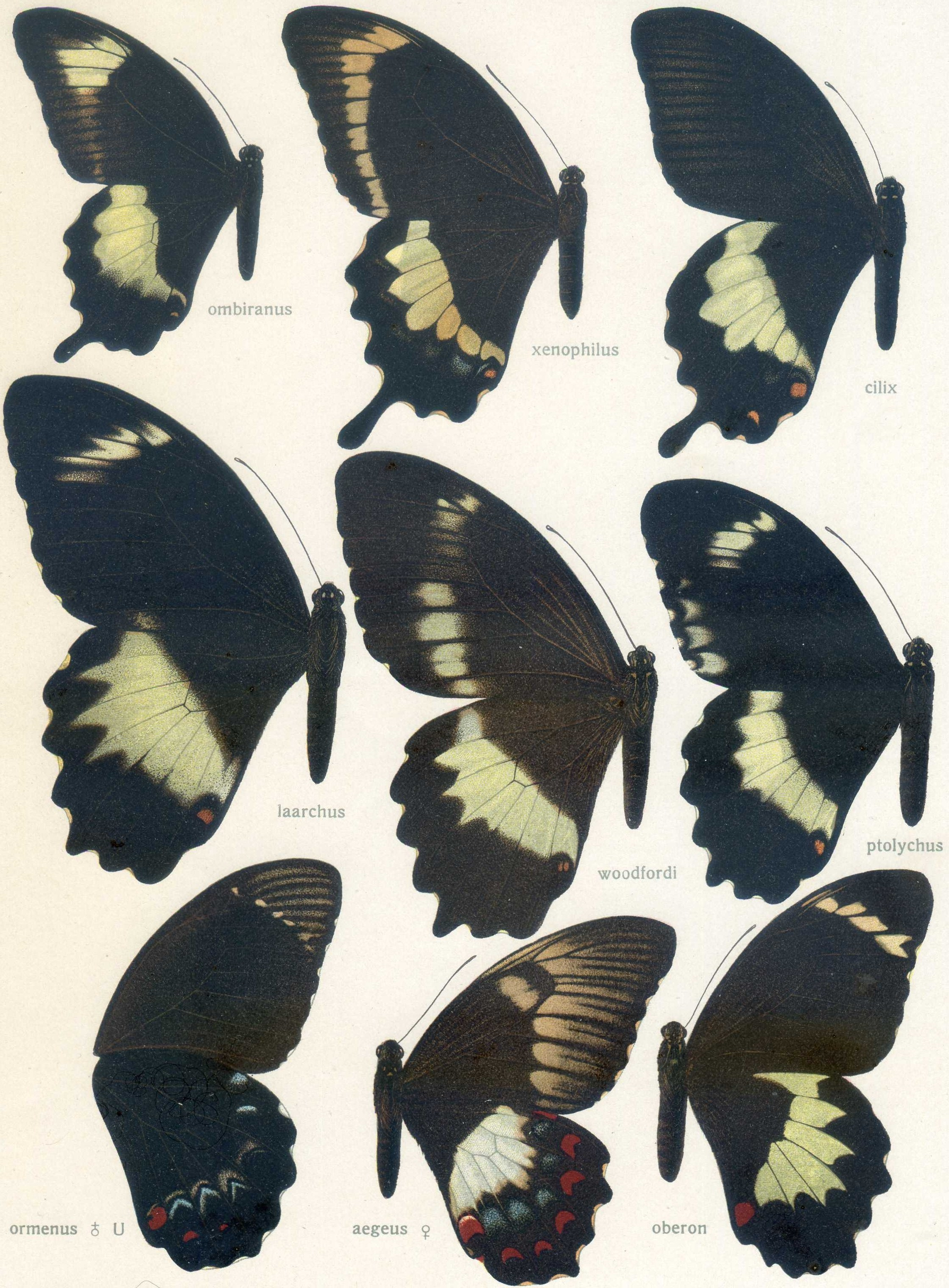